# サン・ジョルジョ山
サン・ジョルジョ山（サン・ジョルジョさん、Monte San Giorgio）は、スイス・ティチーノ州の南部にあるピラミッド型をした山。標高1,097m。木々の生い茂る緑豊かな山だが、より重要な点は、中生代の中期三畳紀（2億4,500万年前 - 2億3,000万年前）に属する5つの地層から、多くの化石が産出しているところにある。その顕著で普遍的な価値を認められ、スイスの国内法で景観保護地域に指定されるとともに、2003年にはユネスコの世界遺産に登録された。

## 位置
イタリアとの国境に近いルガーノ湖は南部が二又に分かれているが、その分かれ目に挟まれたところに位置している。行政上はメリデ（Meride）、リーヴァ・サン・ヴィターレ（Riva San Vitale）、ブルジノ・アルシツィオ（Brusino Arsizio）の三市にまたがっている。

## 化石
化石を含む岩石は、スイスのサン・ジョルジョ山だけでなく、地層上は繋がっているイタリア領内のベザーノ一帯でも産出している。三畳紀には、この地域は亜熱帯気候で、水深数mのラグーンがあり、部分的に暗礁によって外洋と分けられていた。
山の地層に眠っていた化石群は、19世紀には既に発見されていた。後に行われたチューリヒ大学とミラノ大学による調査が、全くもって例外的な産地であることを示すことになった。
現在までに、10,000以上の化石標本が見つかっている。内訳は、30種の爬虫類（大半は海棲で、生存時の全長6mと推測されるものもある）、80種の魚類、約100種の無脊椎動物（希少種の昆虫、二枚貝、アンモナイト、棘皮動物、甲殻類を含む）、植物および無数のミクロ化石などである。これらには海洋に起源を持つ生物の生態の証言というだけでなく、ラグーンは陸地と接していたことから、陸棲の生物の標本も含まれている。

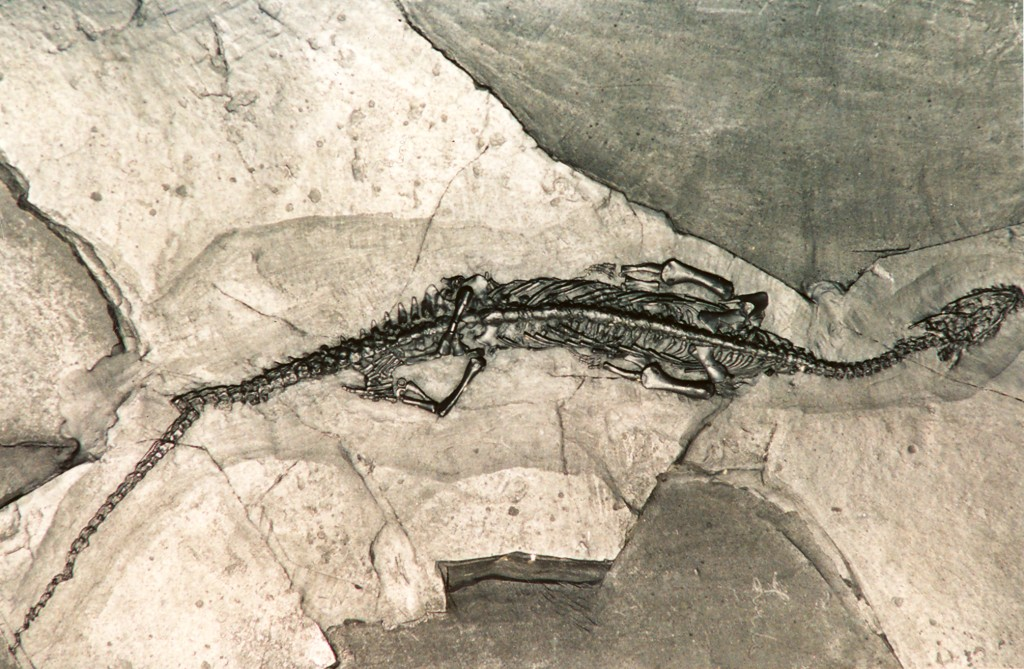
サン・ジョルジョ山で発見されたパキプレウロサウルス（Pachypleurosaurus）の化石

いくつかの化石はこの地域で最初に発見された他に例のないものであり、セルピアーノ（Serpiano）、メリデ、チェレージオ（Ceresio、ルガーノ湖の異称）などの地元の地名が、学名にも盛り込まれている。例えば、Daonella serpianensis、Serpianosaurus mirigiolensis、Tanystropheus meridensis、ケレシオサウルス（Ceresiosaurus）といった具合である。こうした点について特に興味がある人にとっては、メリデの博物館が有益である。

### 発見の歴史
イタリア領内で工業用のタール質の結晶片岩を採掘していたときに、魚類や爬虫類の化石が産出したのがきっかけだった。この発見に関する最初の公刊はエミリオ・コルナリア（Emilio Cornalia）による1854年の文献だが、イタリア自然科学会の発掘調査は1863年になって行われた。
1919年には、古生物学者・動物学者のベルンハルト・パイヤー（Bernhard Peyer）がメリデ市内でも発見し、サン・ジョルジョ山の化石に目が向けられた。1924年から1975年にチューリッヒ大学によって系統立てて行われた一連の発掘調査によって、膨大な化石が発見された。
なお、現在のサン・ジョルジョ山の化石発掘調査には厳格な規制が敷かれているため、大学などの高等研究機関以外の発掘は認められていない。

## 世界遺産
2003年にスイスの世界遺産として登録され、2010年にイタリアにまで範囲が拡大された。

### 登録基準
この世界遺産は世界遺産登録基準のうち、以下の条件を満たし、登録された（以下の基準は世界遺産センター公表の登録基準からの翻訳、引用である）。
- (8) 地球の歴史上の主要な段階を示す顕著な見本であるもの。これには生物の記録、地形の発達における重要な地学的進行過程、重要な地形的特性、自然地理的特性などが含まれる。

この基準は、当然三畳紀の化石群の産出に対して適用されたものである。

## アクセス
1. メリデ市セルピアーノ方面行きの道路を使って、メンドリージョ（英語版）（Mendrisio）からアクセスする。
2. 別ルートとしては、ブルジノ・アルシツィオまでルガーノ湖沿いに行き、リーヴァ・サン・ヴィターレからアクセスする。そこからはセルピアーノ（標高650m）行きのケーブルカーが出ている。
3. ルガーノ湖畔の小道からは徒歩2時間で頂上へ辿り着ける。